# Land boarding

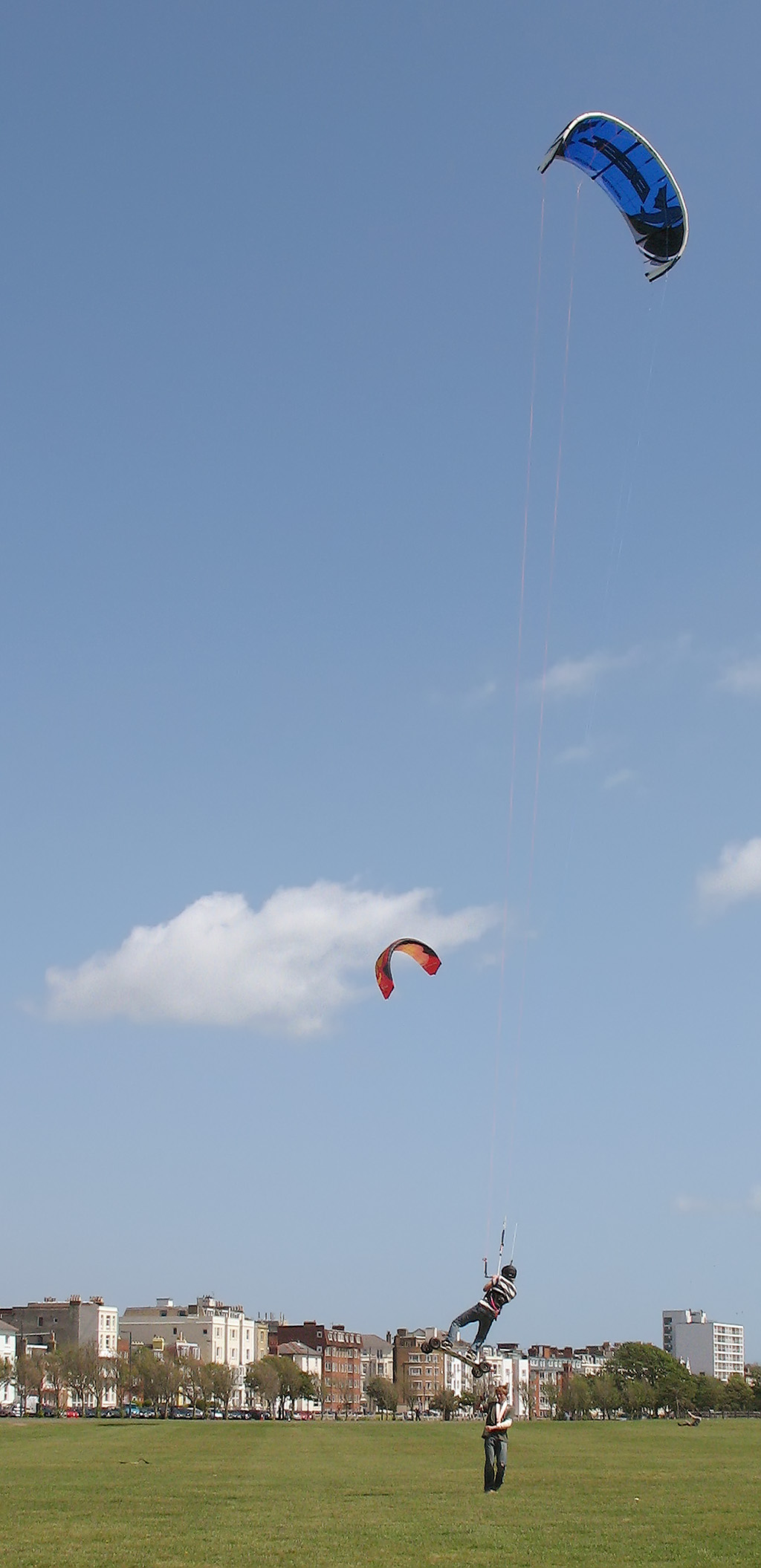
Kite landboarding.

Kite landboarding, anche land kiteboarding o flyboarding, è una variante del kitesurfing. Il Kite landboarding prevede l'utilizzo di una mountain board o landboard, che essenzialmente non è altro che uno skateboard sovradimensionato, con grossi pneumatici adatti alle superfici sterrate e degli strap in cui posizionare i piedi. Questa disciplina si pratica su grandi spazi aperti (prati o spiagge). Pur essendo uno sport in forte crescita non gode ancora della popolarità del kitesurfing.
Uno dei posti più famosi in Italia per la pratica di questa attività è il monte Petrano situato nel comune di Cagli (PU)